# Tortolena
Genre
Tortolena est un genre d'araignées aranéomorphes de la famille des Agelenidae.

## Distribution
Les espèces de ce genre se rencontrent en Amérique du Nord et en Amérique centrale.

## Liste des espèces
Selon World Spider Catalog (version 17.0, 05/06/2016) :
- Tortolena dela Chamberlin & Ivie, 1941
- Tortolena glaucopis (F. O. Pickard-Cambridge, 1902)

## Publication originale
- Chamberlin & Ivie, 1941 : North American Agelenidae of the genera Agelenopsis, Calilena, Ritalena and Tortolena. Annals of the Entomological Society of America, vol. 34, p. 585-628.